# Cryptophleps samoënsis
Cryptophleps samoënsis är en tvåvingeart som beskrevs av Daniel J. Bickel 2006. Cryptophleps samoënsis ingår i släktet Cryptophleps och familjen styltflugor.
Artens utbredningsområde är Amerikanska Samoa. Inga underarter finns listade i Catalogue of Life.